# Cantón de Le Grand-Serre
El cantón de Le Grand-Serre era una división administrativa francesa, que estaba situada en el departamento de Drôme y la región de Ródano-Alpes.

## Composición
El cantón estaba formado por once comunas:
- Épinouze
- Hauterives
- Lapeyrouse-Mornay
- Le Grand-Serre
- Lens-Lestang
- Manthes
- Montrigaud
- Moras-en-Valloire
- Saint-Christophe-et-le-Laris
- Saint-Sorlin-en-Valloire
- Tersanne

## Supresión del cantón de Le Grand-Serre
En aplicación del Decreto nº 2014-191 de 20 de febrero de 2014, el cantón de Le Grand-Serre fue suprimido el 22 de marzo de 2015 y sus once comunas pasaron a formar parte del nuevo cantón de Drôme de las Colinas.